# Або або
Або або — перший офіційний реліз ВВ. З'явився на вініловій платівці та згодом на компакт-диску. Записаний наживо у Франції на фестивалі Еврокеен де Бельфор невідомим французьким оператором на побутову касету MAXELL XLH-S, де виступ українців був удостоєний високої оцінки на сторінках газети Le Monde. 9 пісень виконується українською мовою, 5 — російською.

## Зміст
1. «Демоны» — 1:50
2. «Машина» — 2:16
3. «Я підійду» — 2:33
4. «Мусса» — 2:25
5. «Ты ушёл» — 3:21
6. «Полонина» — 2:58
7. «Були деньки» — 3:01
8. «Рассвет» — 3:24
9. «Веселковий твист» — 2:13
10. «Оля» — 2:58
11. «Зв'язок» — 2:06
12. «Колись» — 3:20
13. «Або або» — 2:33
14. «Червоні коні» — 2:28